# Global Atmosphere Watch
Le Global Atmosphere Watch (GAW) est un programme scientifique de mesures de l'atmosphère terrestre fondé en 1989 par l'Organisation météorologique mondiale. Il mesure notamment la concentration dans l'atmosphère du dioxyde de carbone (CO2) et de l'ozone (O3).

## Histoire
En 1989, l'Organisation météorologique mondiale crée le Global Atmosphere Watch (GAW) à partir de deux programmes préexistants : le Background Air Pollution Monitoring Network (BAPMON), créé à la fin des années 1960, et le Global Ozone Observing System (GO3OS), créé en 1957 durant l'Année géophysique internationale,. Le premier analyse notamment la concentration atmosphérique du dioxyde de carbone à la suite des premières mesures continues effectuées par l'Américain Charles David Keeling à partir de 1958 (qui ont donné la courbe de Keeling) et de celles effectuées par la National Oceanic and Atmospheric Administration (NOAA) à partir de 1973,. Le GO3OS, quant à lui, mesure l'ozone atmosphérique.

## Membres
Au début des années 2010, le GAW rassemble 80 pays.

## Stations de mesure et centres de données
En 2002, le GAW compte 22 stations mondiales (qui visent à mesurer la composition de l'atmosphère sans influence locale), complétées par des stations de mesure régionales. En 2025, le GAW compte 30 stations mondiales et 400 régionales.
Le GAW compte également 7 centres de données, situés dans différents pays, chacun hébergeant les données issues d'un type de mesure,.